# 東京都道405号外濠環状線
東京都道405号外濠環状線（とうきょうとどう405ごう そとぼりかんじょうせん）は、東京都港区新橋一丁目を起点、東京都港区新橋二丁目を終点とする、皇居（旧江戸城）外濠に沿った環状の特例都道である。本線の通称は「外堀通り」（そとぼりどおり）（東京都通称道路名設定公告整理番号2）。
実延長12,982m。環状道路であるが、その形は中央通りとの重複を避けるべく少し歪んでいる区間がある。また、開通区間の東新橋一丁目から虎ノ門二丁目（特許庁前付近）までの支線と、特許庁前付近から昌平橋交差点までの本線は環状第2号線の一部を構成する。

## 概要

### 路線データ
本線
- 起点：東京都港区新橋一丁目（国道15号、東京都道316号日本橋芝浦大森線支線交点）
- 終点：東京都港区新橋二丁目:新橋駅前交差点（国道15号、東京都道481号新橋日の出ふ頭線支線交点）、およびその南側の名無し交差点

全線（新橋駅銀座口前交差点～国道15号交点および新橋駅前交差点までは除く）に「外堀通り」という通称が与えられている。ただし、「外堀通り」としての起点・終点はいずれも東京都中央区八重洲二丁目（八重洲中央口前交差点）である。
元々は新橋駅銀座口前交差点が起終点であり、0キロポストが設置されている。新橋駅銀座口前交差点～国道15号交点は支線の扱いであった。国道15号との交差点（現在の起点）には0.18終点のキロポストも設置されている。
支線
- 起点 : 東京都港区虎ノ門二丁目:赤坂一丁目交差点（本線交点）
- 終点 : 東京都港区東新橋一丁目:東新橋一丁目交差点（国道15号、東京都道481号新橋日の出ふ頭線支線（環二通り）交点）

2014年3月29日に開通した環状2号線（地下トンネル区間・地上街路とも）である。2010年3月5日、2011年4月21日に本路線の道路区域に編入された。支線番号は4。
全線に「環二通り」という通称が与えられている他、東京都道301号白山祝田田町線交点以東の地上街路部は新虎通りとも呼ばれている。
その他新橋駅汐留口交通広場が東京都道405号外濠環状線支線に指定されている。
また、迎賓館赤坂離宮の北側の若葉東公園の南北の園路は本路線の支線である。四谷中学校前交差点で分岐し、迎賓館正門に向かう途中に3.6キロポストが設置されている。なお正門前の東西の園路は東京都道414号四谷角筈線の支線である。

## 路線状況
文京区湯島の本郷通りが通る聖橋とのアンダーパス付近から外神田二丁目交差点間と新橋駅銀座口前交差点～新橋駅前交差点間は片側一車線の対面通行。
鎌倉橋交差点から竜閑橋交差点間は内回り方向への一方通行。
その他の区間は片側2～3車線。

### 重複区間
- 東京都道414号四谷角筈線：四谷中学校前交差点 - 四谷見附交差点
- 東京都道302号新宿両国線 : 市谷八幡町交差点 -市谷見附交差点

## 地理

### 通過する自治体
- 東京都
  - 港区
  - 新宿区
  - 文京区
  - 千代田区
  - 中央区

### 交差するおもな道路
本線
環状道路につき、起点から終点に向かって「時計回り」で表記する。
| 交差する道路                                                                         | 交差する道路                                                                         | 交差点名 | 交差点名       |
| ------------------------------------------------------------------------------------ | ------------------------------------------------------------------------------------ | -------- | -------------- |
| 東京都道316号日本橋芝浦大森線支線（昭和通り）東銀座・三ノ輪方面                      |                                                                                      |          |                |
| 国道15号（中央通り・第一京浜）                                                       | 国道15号（中央通り・第一京浜）                                                       | 港区     | （新橋一丁目） |
| 東京都道405号外濠環状線本線（外堀通り）                                              | 東京都道405号外濠環状線（新橋駅汐留口交通広場）                                      | 港区     | 新橋駅銀座口前 |
| 東京都道409号日比谷芝浦線（日比谷通り）                                              | 東京都道409号日比谷芝浦線（日比谷通り）                                              | 港区     | 西新橋         |
| 東京都道301号白山祝田田町線（白山祝田通り）                                          | 東京都道301号白山祝田田町線（白山祝田通り）                                          | 港区     | 西新橋1丁目    |
| 国道1号（桜田通り）                                                                  | 国道1号（桜田通り）                                                                  | 港区     | 虎ノ門         |
| 支線（環二通り）＜環状2号線＞                                                        |                                                                                      | 港区     | 赤坂一丁目     |
|                                                                                      | 国道246号支線（永田町バイパス）                                                      | 港区     | 特許庁前       |
| 東京都道412号霞ヶ関渋谷線（六本木通り）                                              | 東京都道412号霞ヶ関渋谷線（六本木通り）                                              | 港区     | 溜池           |
| 東京都道413号赤坂杉並線                                                              |                                                                                      | 港区     | 山王下         |
| 国道246号（青山通り）                                                                | 国道246号（青山通り）                                                                | 港区     | 赤坂見附       |
| 東京都道414号四谷角筈線                                                              | 東京都道414号四谷角筈線                                                              | 新宿区   | 四谷中学校前   |
| 国道20号（新宿通り）                                                                 | 国道20号（新宿通り）                                                                 | 新宿区   | 四谷見附       |
| 東京都道302号新宿両国線（靖国通り）                                                  | 東京都道302号新宿両国線（靖国通り）                                                  | 新宿区   | 市谷八幡町     |
| 東京都道302号新宿両国線（靖国通り）                                                  | 東京都道302号新宿両国線（靖国通り）                                                  | 新宿区   | 市谷見附       |
| 東京都道25号飯田橋石神井新座線（大久保通り） 東京都道8号千代田練馬田無線（目白通り） | 東京都道25号飯田橋石神井新座線（大久保通り） 東京都道8号千代田練馬田無線（目白通り） | 新宿区   | 飯田橋         |
| 東京都道301号白山祝田田町線（白山通り）                                              | 東京都道301号白山祝田田町線（白山通り）                                              | 文京区   | 水道橋         |
| 東京都道403号大手町湯島線（本郷通り）                                                | 東京都道403号大手町湯島線（本郷通り）                                                | 文京区   | （接続無し）   |
| 国道17号（昌平橋通り）・＜環状2号線＞                                                | 本線                                                                                 | 千代田区 | 昌平橋         |
| 東京都道302号新宿両国線（靖国通り）                                                  | 東京都道302号新宿両国線（靖国通り）                                                  | 千代田区 | 淡路町         |
| 東京都道402号錦町有楽町線                                                            | 本線                                                                                 | 千代田区 | 鎌倉橋         |
| 東京都道407号丸の内室町線（江戸通り）                                                | 東京都道407号丸の内室町線（江戸通り）                                                | 中央区   | 新常盤橋       |
| 国道1号（永代通り）                                                                  | 国道1号（永代通り）                                                                  | 中央区   | 呉服橋         |
|                                                                                      | 東京都道408号八重洲宝町線（八重洲通り）                                              | 中央区   | 八重洲中央口前 |
| 東京都道406号皇居前鍛冶橋線（鍛冶橋通り）                                            | （鍛冶橋通り）                                                                       | 中央区   | 鍛冶橋         |
| 東京都道304号日比谷豊洲埠頭東雲町線（晴海通り）                                      | 東京都道304号日比谷豊洲埠頭東雲町線（晴海通り）                                      | 中央区   | 数寄屋橋       |
| 東京都道405号外濠環状線本線（外堀通り）                                              | 東京都道405号外濠環状線本線（外堀通り）                                              | 港区     | 新橋駅銀座口前 |
| 東京都道405号外濠環状線（新橋駅汐留口交通広場） 新橋駅前交差点方面                   |                                                                                      |          |                |

支線
| 交差する道路                                          | 交差点名 | 交差点名     |
| ----------------------------------------------------- | -------- | ------------ |
| 本線（外堀通り）                                      | 港区     | 赤坂一丁目   |
| 国道1号（桜田通り）                                   | 港区     | 虎ノ門二丁目 |
| 東京都道301号白山祝田田町線                           | 港区     |              |
| 東京都道409号日比谷芝浦線（日比谷通り）               | 港区     | 新橋四丁目   |
| 国道15号（第一京浜）                                  | 港区     | 東新橋一丁目 |
| 東京都道481号新橋日の出ふ頭線支線（環二通り）汐留方面 |          |              |

## ギャラリー

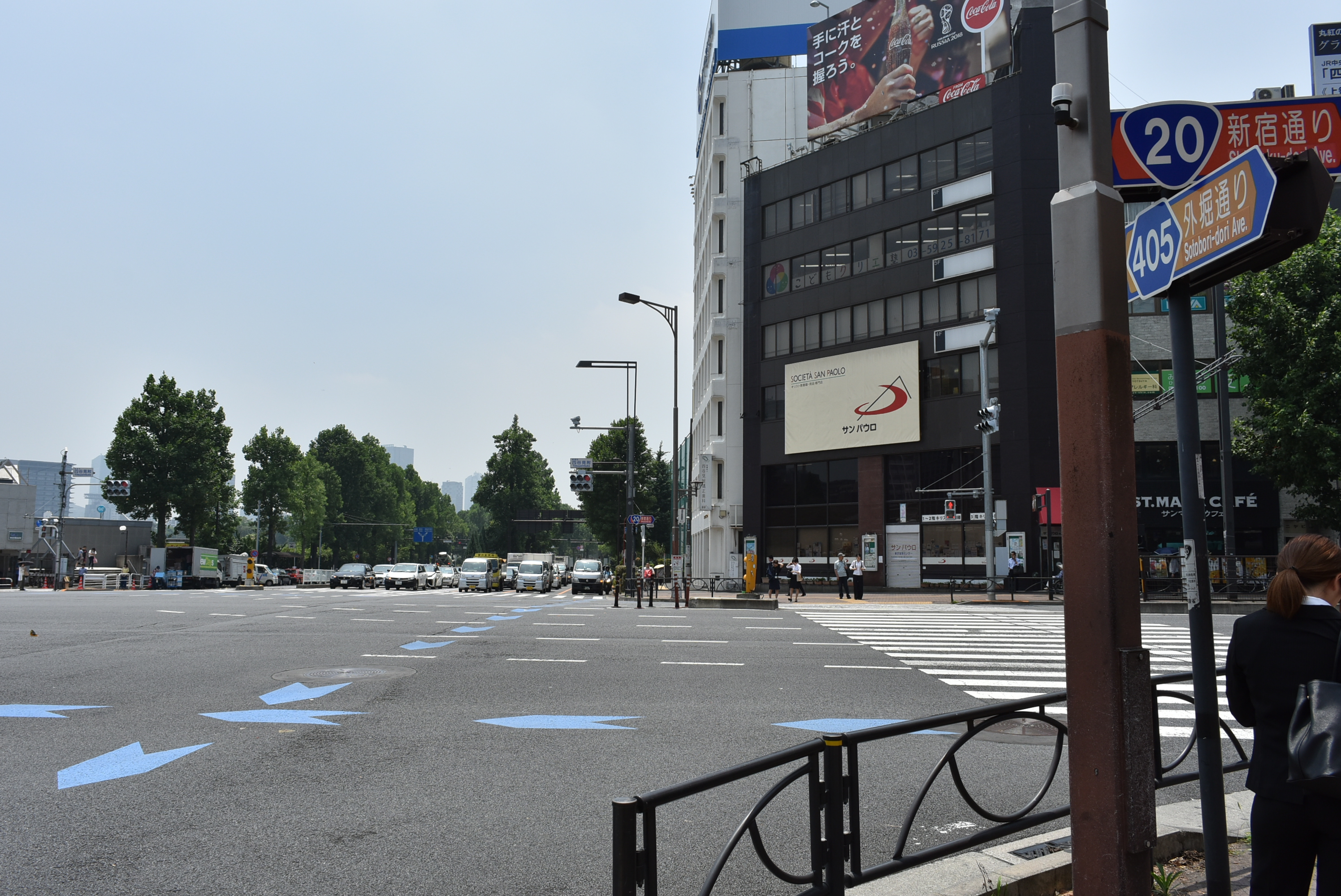
四谷見附交差点、赤坂見附方面を見る（2018年6月26日撮影）
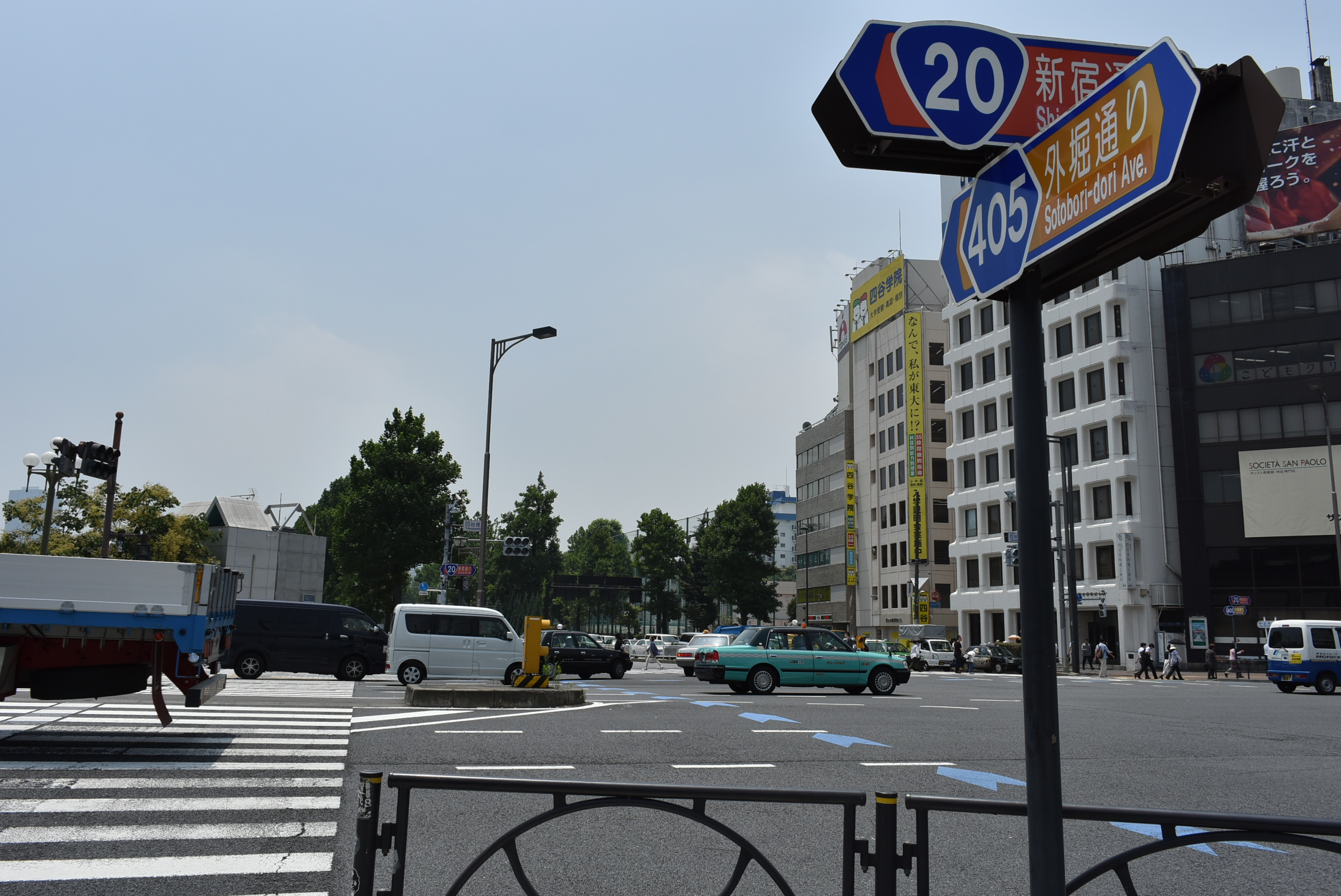
四谷見附交差点、市谷見附方面を見る（2018年6月26日撮影）
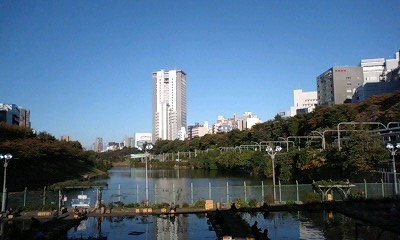
市ケ谷駅付近の外濠。左側の岸に沿って道路が走る（写真では並木に隠れている）